# Francis de Miomandre

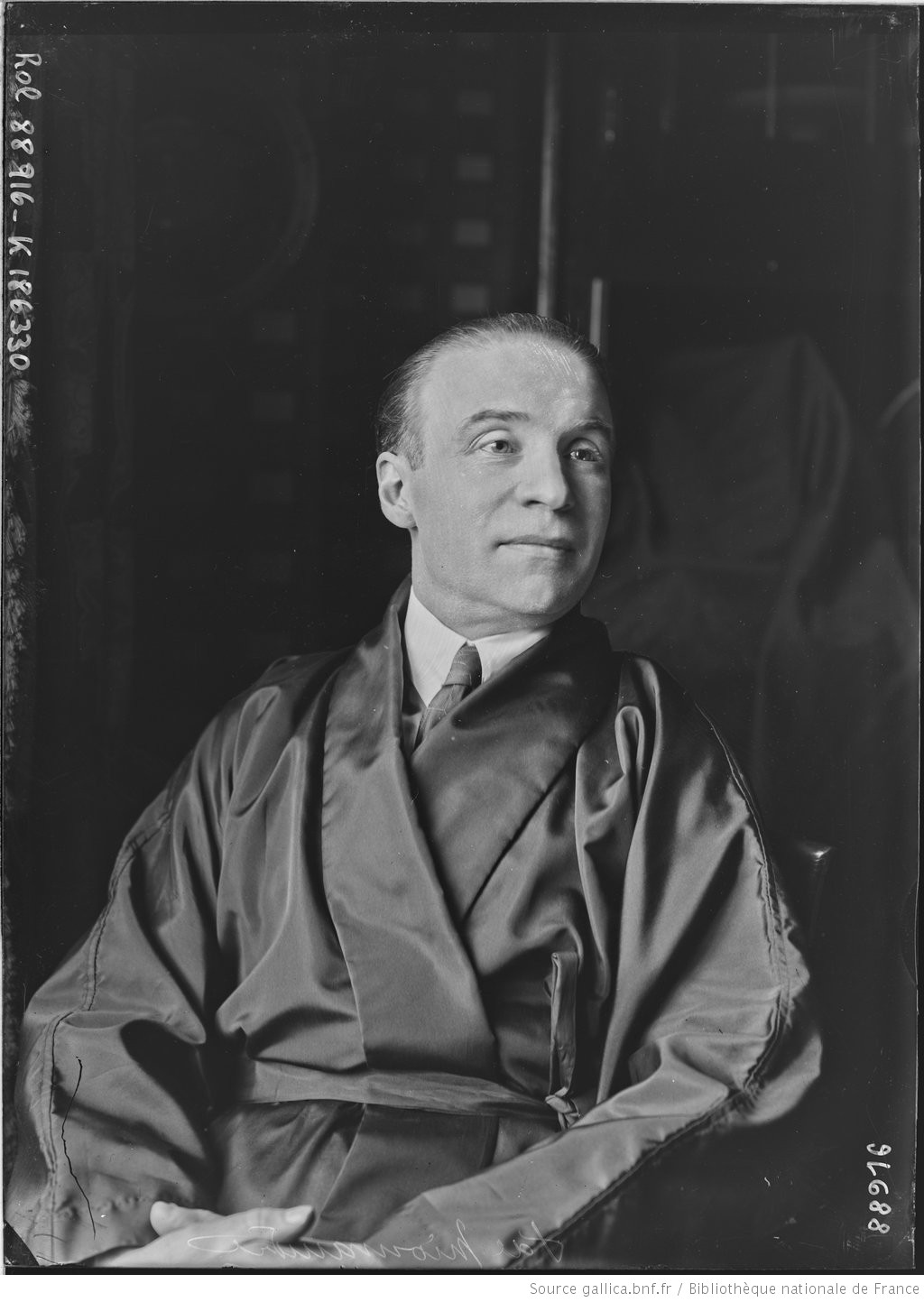
Francis de Miomandre (1923)

Francis de Miomandre (* als François Félicien Durand 22. Mai 1880 in Tours; † 1. August 1959 in Saint-Quay-Portrieux) war ein französischer Schriftsteller. 1908 erhielt er den  Prix Goncourt für den Roman Écrit sur de l'eau.
Als Schriftsteller veröffentlichte er unter dem Mädchennamen seiner Mutter.
Francis de Miomandre wuchs in Marseille auf und gründete dort mit anderen jungen Schriftstellern 1894 die Revue Méditerranéenne.
Hauptberuflich schrieb er für viele Zeitschriften wie Mercure de France und Cahiers du Sud und arbeitete auch zeitweise in einer Kunstgalerie und als Sekretär einer Kunstzeitschrift. 1922 bis 1959 hatte er eine Kolumne in den Nouvelles littéraires.
Er war auch einer der bedeutendsten französischen Übersetzer vom Spanischen ins Französische (insbesondere Literatur aus Südamerika aber auch zum Beispiel Miguel de Unamuno und Miguel de Cervantes). Er veröffentlichte auch Lyrik (sein erster Buch war ein Gedichtband, Les Reflets et les souvenirs 1904) und Essays.
Sein Roman Écrit sur l'eau (der Titel spielt auf die Grabinschrift von John Keats an) handelt von einem jungen Möchtegern-Dichter in Marseille, dessen Vater ein Phantast und Erfinder ist. Der Dichter  veröffentlicht in einem Werbeblatt unter dem Pseudonym Manfred (Byron entliehen) und flüchtet sich in seine Phantasie. Ein Heiratsantrag an seine Jugendliebe wird von der Freundin und ihrem Vater abgelehnt. Der Dichter tröstet sich damit, später vielleicht einmal eine Tragödie daraus zu machen. Nach dem Eintrag in Kindlers Literaturlexikon zeichnet es sich wie viele andere Bücher des Autors durch einen spielerischen, graziösen Stil aus. Der Roman wurde zunächst in der Zeitschrift Le Feu veröffentlicht in kaum 500 Exemplaren und die Wahl des Goncourt-Komitees war allgemein überraschend.

## Werke
Romane und Erzählungen:
- Écrit sur de l'eau... (1908)
- Aventures merveilleuses d'Yvan Danubsko, prince valaque (1909)
- Le Vent et la Poussière. (1909)
- L'Ingénu (1910)
- Au Bon Soleil, scènes de la vie provençale (1911)
- Digression peacockienne (1911)
- Gazelle (Mémoire d'une tortue) (1910)
- Histoire de Pierre Pons, pantin de feutre, roman pour les enfants (1912)
- ...D'amour et d'eau fraîche (1913)
- L'Aventure de Thérèse Beauchamps (1913)
- Le Veau d'Or et la Vache Enragée (1917)
- Pantomime anglaise (1918)
- Voyages d’un sédentaire (1918)
- La Cabane d’amour ou le Retour de l’oncle Arsène (1919)
- Le Mariage de Geneviève (1920)
- L'Amour sous les oliviers (1921)
- Les Taupes (1922)
- Ces Petits Messieurs (1922)
- Le Greluchon sentimental (1923)
- La Naufragée. (1924)
- La Jeune Fille au jardin, (1924)
- Contes des cloches de cristal (1925)
- La Bonbonnière d'or (1925)
- L’Ombre et l’Amour. Journal d’un homme timide. (1925)
- Le Radjah de Mazulipatam (1926)
- L’Amour de Mademoiselle Duverrier (1926)
- Olympe et ses amis (1927)
- Les Baladins d’amour (1928)
- Passy-Auteuil ou Le vieux monsieur du square. Monologue intérieur. (1928)
- Soleil de Grasse (1929)
- Baroque (1929)
- Le Jeune Homme des palaces (1929)
- Le Patriarche (1919)
- Vie du sage Prospero (1930)
- Jeux de glaces (1930)
- Âmes russes 1910 (1931)
- Les Égarements de Blandine (1932)
- Otarie. arabesque amoureuse et marine. (1933)
- Le Zombie (1935)
- Le Cabinet chinois (1936)
- Direction Étoile (1937)
- L'Invasion du paradis (1937)
- Le Fil d’Ariane (1941)
- Portes. (1943)
- Fugues (1943)
- Les Jardins de Marguilène (1943)
- Le Raton laveur et le maître d’hôtel (1944)
- Primevère et l’Ange (1945)
- L'Âne de Buridan (1946)
- La Conférence (1946)
- Rencontres dans la Nuit (1954)
- L’Œuf de Colomb (1954)
- Aorasie (1957)
- Caprices (1960)

Sonstiges:
- Mon Caméléon, Albin Michel 1937 (mehrfach neu aufgelegt)
- Mallarmé, 1948